# Angela Aki

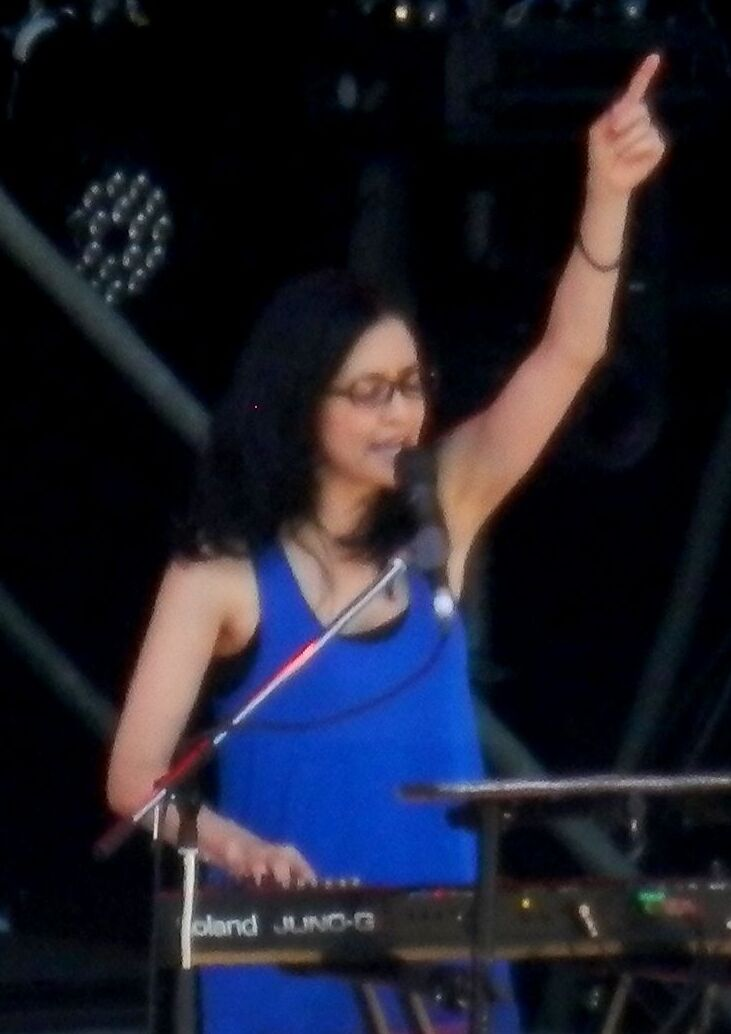
Angela Aki (2013)

Angela Aki (jap. アンジェラ・アキ, Anjera Aki; * 15. September 1977 in Itano als Kiyomi Angela Aki (安藝 聖世美 アンジェラ, Aki Kiyomi Anjera)) ist eine japanische Singer-Songwriterin.

## Leben
Aki ist die Tochter eines Japaners und einer Italo-Amerikanerin und wuchs bis zu ihrem 15. Lebensjahr in Japan in der Präfektur Tokushima auf, wohnte danach zeitweise in Hawaii, später in Washington. Ihre Musikausbildung begann im Alter von drei Jahren am Klavier, später folgten Violine, Gitarre und Schlagzeug.
Am 4. Januar 2000 erschien ihr erstes Album These Words. 2002 schrieb sie zwei Songs für die philippinische Sängerin Dianne Eclar. Am 9. März 2005 erschien ihr Minialbum One, wodurch Nobuo Uematsu auf sie aufmerksam wurde und sie zu dem Label Sony Japan brachte.
Angela Aki wurde 2005 für den Titelsong des Videospiels Final Fantasy XII ausgewählt, der am 15. März 2006 unter dem Titel Kiss Me Good-Bye veröffentlicht wurde. Mit dem Song trat sie auch in einem Videospielmusik-Konzert in Chicago auf. Zudem trat sie mit den Songs Kiss Me Good-Bey und Eyes On Me am 18. Februar 2006 bei dem großen Final-Fantasy-Videospielmusik-Konzert im Pacifico Yokohama auf, das in Japan auch auf DVD erschien.

## Diskografie

### Studioalben
| Jahr | Titel                                                                                    | Höchstplatzierung, Gesamtwochen, AuszeichnungChartsChartplatzierungen (Jahr, Titel, Platzierungen, Wochen, Auszeichnungen, Anmerkungen) | Anmerkungen                              |
| Jahr | Titel                                                                                    | JP | Anmerkungen                              |
| ---- | ---------------------------------------------------------------------------------------- | --- | ---------------------------------------- |
| 2000 | These Words                                                                              | — | Erstveröffentlichung: 4. Januar 2000     |
| 2006 | Home                                                                                     | JP2 ×2Doppelplatin · (71 Wo.)JP | Erstveröffentlichung: 14. Juni 2006      |
| 2007 | Today                                                                                    | JP1 Platin · (31 Wo.)JP | Erstveröffentlichung: 19. September 2007 |
| 2009 | Answer                                                                                   | JP1 Gold · (41 Wo.)JP | Erstveröffentlichung: 25. Februar 2009   |
| 2010 | Life                                                                                     | JP5 (18 Wo.)JP | Erstveröffentlichung: 8. September 2010  |
| 2011 | White                                                                                    | JP4 (12 Wo.)JP | Erstveröffentlichung: 28. September 2011 |
| 2012 | Blue                                                                                     | JP14 (12 Wo.)JP | Erstveröffentlichung: 18. Juli 2012      |
| 2024 | Angela Aki Sings Kono Sekai no Katasumi ni (アンジェラ・アキ sings 『この世界の片隅に』) | JP17 (5 Wo.)JP | Erstveröffentlichung: 24. April 2024     |

### Kompilationen
| Jahr | Titel                                     | Höchstplatzierung, Gesamtwochen, AuszeichnungChartsChartplatzierungen (Jahr, Titel, Platzierungen, Wochen, Auszeichnungen, Anmerkungen) | Anmerkungen                           |
| Jahr | Titel                                     | JP | Anmerkungen                           |
| ---- | ----------------------------------------- | --- | ------------------------------------- |
| 2005 | Songbook                                  | JP11 (8 Wo.)JP | Erstveröffentlichung: 11. Januar 2012 |
| 2014 | Tapestry of Songs: The Best of Angela Aki | JP3 (28 Wo.)JP | Erstveröffentlichung: 5. März 2014    |

### EPs
| Jahr | Titel | Höchstplatzierung, Gesamtwochen, AuszeichnungChartsChartplatzierungen (Jahr, Titel, Platzierungen, Wochen, Auszeichnungen, Anmerkungen) | Anmerkungen                         |
| Jahr | Titel | JP | Anmerkungen                         |
| ---- | ----- | --- | ----------------------------------- |
| 2005 | One   | JP88 (9 Wo.)JP | Erstveröffentlichung: 20. Juni 2005 |

### Singles
| Jahr | Titel Album | Höchstplatzierung, Gesamtwochen, AuszeichnungChartsChartplatzierungen (Jahr, Titel, Album, Platzierungen, Wochen, Auszeichnungen, Anmerkungen) | Anmerkungen                                                            |
| Jahr | Titel Album | JP | Anmerkungen                                                            |
| ---- | --- | --- | ---------------------------------------------------------------------- |
| 2005 | Home | JP38 (15 Wo.)JP | Erstveröffentlichung: 14. September 2005                               |
| 2006 | Kokoro no Senshi Home | JP13 (17 Wo.)JP | Erstveröffentlichung: 18. Januar 2006                                  |
| 2006 | Kiss Me Good-Bye Home | JP6 Gold · (18 Wo.)JP | Erstveröffentlichung: 15. März 2006                                    |
| 2006 | This Love Home | JP6 Gold + Platin (Mobile Downloads) · (12 Wo.)JP                                                                                              | Erstveröffentlichung: 31. Mai 2006 · + JP: ×2Doppelplatin (Klingelton) |
| 2007 | Sakura Iro Today | JP8 Gold + Platin (Mobile Downloads) · (18 Wo.)JP                                                                                              | Erstveröffentlichung: 7. März 2007                                     |
| 2007 | Kodoku no Kakera Today | JP9 (8 Wo.)JP | Erstveröffentlichung: 23. Mai 2007                                     |
| 2007 | Tashika Ni Today | JP15 (6 Wo.)JP | Erstveröffentlichung: 11. Juli 2007                                    |
| 2008 | Tegami (Haikei Jūgo no Kimi e) Answer                                                                                     | JP3 Platin + Diamant (Digital) · (80 Wo.)JP | Erstveröffentlichung: 17. September 2008                               |
| 2009 | Ai no Kisetsu Life | JP7 (7 Wo.)JP | Erstveröffentlichung: 16. September 2009                               |
| 2010 | Kagayaku Hito Life | JP6 (9 Wo.)JP | Erstveröffentlichung: 14. April 2010                                   |
| 2011 | Hajimari no Ballad / I Have a Dream White                                                                                 | JP17 (7 Wo.)JP | Erstveröffentlichung: 8. Juni 2011                                     |
| 2012 | Kokuhaku Blue | JP40 (4 Wo.)JP | Erstveröffentlichung: 11. Juli 2012                                    |
| 2013 | Yume no Owari, Ai no Hajimari (夢の終わり 愛の始まり) The End of a Dream, the Start of Love Tapestry of Songs             | JP30 (2 Wo.)JP | Erstveröffentlichung: 3. Juli 2013                                     |
| 2024 | Kono Sekai no Achikochi ni (この世界のあちこちに) Here and There in This World Angela Aki sings Kono Sekai no Katasumi ni | — | Erstveröffentlichung: 2024                                             |

### Videoalben
| Jahr | Titel | Höchstplatzierung, Gesamtwochen, AuszeichnungChartsChartplatzierungen (Jahr, Titel, Platzierungen, Wochen, Auszeichnungen, Anmerkungen) | Anmerkungen                              |
| Jahr | Titel | JP | Anmerkungen                              |
| ---- | --- | --- | ---------------------------------------- |
| 2007 | Angela Aki My Keys 2006 in Budokan                                                                              | JP13 (9 Wo.)JP | Erstveröffentlichung: 21. März 2007      |
| 2008 | Angela Aki Concert Tour 2007–2008 Today                                                                         | JP14 (3 Wo.)JP | Erstveröffentlichung: 1. Oktober 2008    |
| 2009 | Piano Hikigatari Live Naniwa no My Keys 2008 in Osakajō Hall & My Keys 2008 in Budokan                          | JP23 (2 Wo.)JP | Erstveröffentlichung: 16. September 2009 |
| 2010 | Angela Aki Concert Tour 2009 Answer Documentary & Live                                                          | JP53 (2 Wo.)JP | Erstveröffentlichung: 22. September 2010 |
| 2012 | Home Sweet Home: 5 Years Best Hit & All Request in Budokan + Awa no My Keys: Piano Hikigatari in Asty Tokushima | JP65 (2 Wo.)JP | Erstveröffentlichung: 18. Juli 2012      |
| 2014 | Angela Aki Concert Tour 2014 Tapestry of Songs: The Best of Angela Aki in Budokan 0804                          | JP72 (1 Wo.)JP | Erstveröffentlichung: 17. Dezember 2014  |